# Central Highlands Council

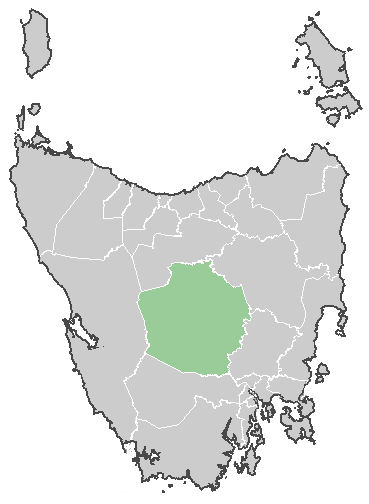
Central Highlands Council na mapie Tasmanii

Central Highlands Council – obszar samorządu lokalnego (ang. local government area) położony w centralnej części Tasmanii. Siedziba rady samorządu zlokalizowana jest w mieście Hamilton; inne ważniejsze ośrodki miejskie to: Bothwell, Tarraleah, Ouse i Miena. Niektóre z tych miast zostały wbudowane jako osady dla pracowników elektrowni wodnych położonych na rzece Derwent. 
W 2006 roku obszar ten zamieszkiwało 2316 osób. Powierzchnia samorządu wynosi 7976,4 km², co czyni go największym samorządem terytorialnym na Tasmanii po West Coast Council. 
W Central Highlands Council zlokalizowane są następujące parki narodowe Cradle Mountain-Lake St Clair i Walls of Jerusalem oraz obszar światowego dziedzictwa UNESCO – Tasmanian Wilderness. 
W celu identyfikacji samorządu Australian Bureau of Statistics wprowadziło czterocyfrowy kod dla gminy Central Highlands – 1010. 

## Podział terytorialny Central Highlands Council
Samorząd podzielony jest na osiem jednostek, tzw. township
- Hamilton Township
- Ouse Township
- Gretna Township
- Ellendale Township
- Fentonbury Township
- Westerway Township
- Wayatinah Township
- Bothwell Township